# Tim Bachman
Tim Bachman, rodným jménem Timothy Gregg Bachman (1. srpna 1951 – 28. dubna 2023) byl kanadský rockový kytarista a zpěvák. Od roku 1971 hrál se skupinou Brave Belt, která se však brzy rozpadla. Roku 1973 založil spolu se svými bratry Randym a Robbiem skupinu Bachman–Turner Overdrive. Ze skupiny odešel v roce 1974, kdy jej nahradil Blair Thornton. Skupina se později rozpadla a když byla v roce 1983 obnovena, opět s ní vystupoval také Tim Bachman; ten ze skupiny odešel o tři roky později. V roce 2014 byl obviněn ze sexuálního napadení nezletilých. Jeho syn Paxton Bachman je rovněž kytarista.